# Società Sportiva Lazio Nuoto 2013-2014

## Rosa
| N° |                   | Ruolo | Giocatore          |
| -- | ----------------- | ----- | ------------------ |
| 1  | Italia (bandiera) | P     | Claudio Bisegna    |
| 13 | Italia (bandiera) | P     | Vincenzo Correggia |
| 5  | Italia (bandiera) | D     | Giacomo Gianni     |
|    | Serbia (bandiera) | D     | Marko Matović      |
| 6  | Italia (bandiera) | A     | Federico Colosimo  |
| 3  | Italia (bandiera) | A     | Luca Di Rocco      |
| 11 | Italia (bandiera) | A     | Raffaele Maddaluno |
| 12 | Italia (bandiera) | A     | Alessandro Mele    |

| N° |                   | Ruolo | Giocatore             |
| -- | ----------------- | ----- | --------------------- |
| 8  | Italia (bandiera) | A     | Antonio Vittorioso    |
| 7  | Italia (bandiera) | A     | Alessandro Vitale     |
|    | Italia (bandiera) | A     | Giorgio Ambrosini     |
|    | Italia (bandiera) | A     | Emanuele Di Giulio    |
| 4  | Italia (bandiera) | A     | Roberto Africano      |
| 10 | Italia (bandiera) | CB    | Alessandro Calcaterra |
| 9  | Italia (bandiera) | CB    | Matteo Leporale       |
| 2  | Italia (bandiera) | CB    | Giacomo Cannella      |

| Allenatore: | Cristiano Ciocchetti |

## Risultati

### Serie A1

#### Girone di andata
| Arbitri: | Ceccarelli Calabro |

|                                                                                           |           |                                                                 |
| Madaras: 4 Aicardi, Giacoppo, Giorgetti: 3 Figari, Figlioli: 2 Fondelli, Gitto, Ivović: 1 | Marcatori | 4: Vittorioso 2: A. Calcaterra 1: Di Rocco, Leporale, Maddaluno |

| Arbitri: | Bianchi Colombo |

|                                                                                |           |                                           |
| A. Calcaterra, Gianni: 2 Africano, Colosimo, Di Rocco, Leporale, Vittorioso: 1 | Marcatori | 4: Tomašić 2: Tullio 1: Astarita, Steardo |

| Arbitri: | Collantoni Savarese |

|                                                        |           |                                                                |
| Velotto: 4 Baraldi, Brguljan: 3 Campopiano: 2 Ronga: 1 | Marcatori | 4: Gianni 3: A. Calcaterra 2: Leporale 1: Colosimo, Vittorioso |

| Arbitri: | Bianco Pascucci |

|                                                                   |           |                                                              |
| A. Calcaterra: 4 Di Rocco: 3 Maddaluno, Vittorioso: 2 Africano: ! | Marcatori | 3: Giordano 1: AcostM. a, Generini, Messina, Nunome, Pesenti |

| Arbitri: | Ceccarelli Colombo |

|                                                         |           |                                                                 |
| Africano, Di Rocco, Leporale, Vittorioso: 2 Colosimo: 1 | Marcatori | 4: G. Fiorentini 3: Damonte, Mistrangelo 1: Alesiani, Fulcheris |

| Arbitri: | Centineo Taccini |

|                                                                     |           |                                                    |
| Marziali: 4 A. Di Somma, Lanzoni: 3 Camilleri, Guidaldi, Vergano: 1 | Marcatori | 4: Vittorioso 1: A. Calcaterra, Di Rocco, Leporale |

| Arbitri: | Bianco Savarese |

|                                                                                  |           |                                                                                        |
| A. Calcaterra, Vittorioso: 3 Matović: 2 Di Rocco, Gianni, Colosimo, Maddaluno: 1 | Marcatori | 4: Radović 2: Gallo, Bertoli, Saccoia 1: G. Mattiello, RenzutI. o, Klikovac, Mandolini |

| Arbitri: | Ceccarelli Ercoli |

| |           |                                                                 |
| F. Di Fulvio, N. Presciutti: 4 C. Presciutti, Valentino: 3 Nora, Rizzo: 2 Bodegas, Giorgi, Molina, Napolitano: 1 | Marcatori | 5: A. Calcaterra 2: Colosimo 1: Di Rocco, Maddaluno, Vittorioso |

| Arbitri: | D. Bianco Pinato |

|                                                                                    |           |                                                                 |
| A. Calcaterra: 5 Leporale, Matović: 2 Africano, Colosimo, Maddaluno, Vittorioso: 1 | Marcatori | 5: Busilacchi 3: Cesini, E. Pagani 1: Ferraris, Gaffuri, Jelača |

| Arbitri: | Rovida Savarese |

|                                                                       |           |                                                                    |
| Coppoli: 5 Sindone: 3 M. Gitto: 2 Brancatello, Dani, Eskert, Gobbi: 1 | Marcatori | 3: Colosimo, Vittorioso 2: Gianni 1: Africano, Leporale, Maddaluno |

| Arbitri: | Collantoni Piano |

|                                                                           |           |                                                              |
| Colosimo: 3 Maddaluno, Vittorioso: 2 Africano, A. Calcaterra, Di Rocco: 1 | Marcatori | 3: Petković 2: Di Costanzo, Sadovyy 1: Ferrone, D. Mattiello |

#### Girone di ritorno
| Arbitri: | Alfi Gomez |

|                                    |           |                                                                   |
| Africano, A. Calcaterra, Gianni: 1 | Marcatori | 4: Ivović 3: Giacoppo, Lapenna 2: Figlioli, N. Gitto 1: Giorgetti |

| Arbitri: | Brasiliano Pinato |

|                                                           |           |                                                                                |
| Astarita, Beltrame, Rinaldi, Russo, Simonetti, Steardo: 1 | Marcatori | 1: A. Calcaterra, Cannella, Colosimo, Di Rocco, Maddaluno, Matović, Vittorioso |

| Arbitri: | Ercoli Savarese |

|                                                                                       |           |                                                      |
| Vittorioso: 6 Colosimo: 3 Cannella: 2 Africano, A. Calcaterra, Di Rocco, Maddaluno: 1 | Marcatori | 5: Primorac 4: Brguljan 1: Esposito, Parisi, Velotto |

| Arbitri: | Pascucci Calabro |

|                                                     |           |                                                                                                   |
| E. Colombo, Giordano: 2 AcostM. a, Hazui, Priolo: 1 | Marcatori | 3: A. Calcaterra, Vittorioso 2: Colosimo, Di Rocco 1: Africano, Gianni, Leporale, Maddaluno, Mele |

| Arbitri: | L. Bianco Ceccarelli |

|                                                                               |           |                                                                                          |
| Elez: 3 Alesiani, J. Colombo, Damonte, G. Fiorentini: 2 G. Bianco, Deserti: 1 | Marcatori | 2: A. Calcaterra, Cannella, Maddaluno, Vittorioso 1: Colosimo, Gianni, Leporale, Matović |

| Arbitri: | Colombo Gomez |

|                                                       |           |                                                                              |
| Cannella, Colosimo, Di Rocco, Leporale, Vittorioso: 1 | Marcatori | 3: Camilleri, E. Di Somma 2: Vergano 1: Bruni, A. Di Somma, Gavazzi, Lanzoni |

| Arbitri: | Brasiliano Castagnola |

|                                                                           |           |                                                                |
| Klikovac, G. Mattiello, RenzutI. o: 2 Bertoli, Radović, Rossi, Saccoia: 1 | Marcatori | 3: A. Calcaterra 2: Africano, Leporale 1: Colosimo, Vittorioso |

| Arbitri: | Calabrò Pascucci |

|                                                            |           |                                                                          |
| Vittorioso: 3 A. Calcaterra, Colosimo, Di Rocco, Gianni: 1 | Marcatori | 6: F. Di Fulvio 4: Molina 3: Nora 2: C. Presciutti 1: Giorgi, Napolitano |

| Arbitri: | D. Bianco Ceccarelli |

|                                        |           |                                                |
| F. Pagani: 3 Foti, Hrošík: 2 Cesini: 1 | Marcatori | 5: Colosimo 2: Di Rocco, Maddaluno 1: Leporale |

| Arbitri: | Lo Dico Savarese |

|                                                                        |           |                                                       |
| A. Calcaterra: 3 Africano, Maddaluno, Matović: 2 Di Rocco, Leporale: 1 | Marcatori | 3: M. Gitto 1: Borella, A. Di Fulvio, Eskert, Sindone |

| Arbitri: | Bianco Rovida |

|                                                                                |           |                                                                   |
| Petković: 5 Gambacorta, S. Luongo, Sadovyy: 2 Di Costanzo, Drašković, Pérez: 1 | Marcatori | 2: A. Calcaterra, Mele 1: Cannella, Colosimo, Di Rocco, Maddaluno |

### Coppa Italia

#### Prima fase
| Arbitri: | Lo Dico Collantoni |

|                                                                                           |           |                                                 |
| Di Rocco: 2 Africano, A. Calcaterra, Colosimo, Gianni, Leporale, Maddaluno, Vittorioso: 1 | Marcatori | 4: Brguljan 2: Primorac 1: Borrelli, Campopiano |

| Arbitri: | Petronilli Pascucci |

|                                                                                          |           |                                                         |
| Gallo: 3 Mandolini, Mattiello, Saccoia: 2 Bertoli, Foglio, Klikovac, Radović, Renzuto: 1 | Marcatori | 5: Vittorioso 4: A. Calcaterra 3: Leporale 1: Maddaluno |

| Arbitri: | Ceccarelli Collantoni |

|                                                        |           |                                                                          |
| Leporale, Vittorioso: 3 Africano, Gianni, Maddaluno: 1 | Marcatori | 3: Vergano 2: Camilleri, Guidaldi, Lanzoni 1: Barillari, Bruni, Marziali |

## Statistiche
Statistiche aggiornate al 12 aprile 2014.

### Statistiche di squadra
| Competizione | Punti | In casa | In casa | In casa | In casa | In casa | In casa | In trasferta | In trasferta | In trasferta | In trasferta | In trasferta | In trasferta | Neutro | Neutro | Neutro | Neutro | Neutro | Neutro | Totale | Totale | Totale | Totale | Totale | Totale | DR  |
| Competizione | Punti | G       | V       | N       | P       | Gf      | Gs      | G            | V            | N            | P            | Gf           | Gs           | G      | V      | N      | P      | Gf     | Gs     | G      | V      | N      | P      | Gf     | Gs     | DR  |
| ------------ | ----- | ------- | ------- | ------- | ------- | ------- | ------- | ------------ | ------------ | ------------ | ------------ | ------------ | ------------ | ------ | ------ | ------ | ------ | ------ | ------ | ------ | ------ | ------ | ------ | ------ | ------ | --- |
| Serie A1     | 24    | 11      | 5       | 0       | 7       | 106     | 128     | 11           | 3            | 0            | 8            | 109          | 140          | 0      | 0      | 0      | 0      | 0      | 0      | 22     | 8      | 0      | 14     | 215    | 268    | -53 |
| Coppa Italia | -     | 0       | 0       | 0       | 0       | 0       | 0       | 0            | 0            | 0            | 0            | 0            | 0            | 3      | 1      | 0      | 2      | 31     | 34     | 3      | 1      | 0      | 2      | 31     | 34     | -3  |
| Totale       | -     | 11      | 5       | 0       | 7       | 106     | 128     | 11           | 3            | 0            | 8            | 109          | 140          | 3      | 1      | 0      | 2      | 31     | 34     | 25     | 9      | 0      | 16     | 246    | 302    | -56 |

### Classifica marcatori
| Tot. | Giocatore             | A1 | CI |
| ---- | --------------------- | -- | -- |
| 50   | Antonio Vittorioso    | 41 | 9  |
| 48   | Alessandro Calcaterra | 43 | 5  |
| 30   | Federico Colosimo     | 29 | 1  |
| 24   | Matteo Leporale       | 17 | 7  |
| 23   | Luca Di Rocco         | 21 | 2  |
| 22   | Raffaele Maddaluno    | 19 | 3  |
| 16   | Roberto Africano      | 14 | 2  |
| 15   | Giacomo Gianni        | 13 | 2  |
| 8    | Marko Matović         | 8  | 0  |
| 7    | Giacomo Cannella      | 7  | 0  |
| 3    | Alessandro Mele       | 3  | 0  |